# Ведро, Адольф
Адольф Йоханнес Ве́дро (16 октября 1890 или 4 [16] октября 1890, Нарва, Санкт-Петербургская губерния — 27 сентября 1944, Хаапсалу, Ляэнемаа) — эстонский и советский композитор и музыкальный педагог и критик. Профессор Таллинской консерватории (1937).

## Биография
Изучал гармонию в Нарве. Играл на многих музыкальных инструментах (балалайка, мандолина, скрипка, гитара, барабан, контрабас и др.).
Обучался игре на контрабасе в Санкт-Петербургской (Петроградской) консерватории (1909, 1916—1918). Ученик Н. Ф. Соловьёва.
С 1920 по 1941 год был преподавателем теории музыки и контрабаса в Таллиннской консерватории (ныне Эстонская академия музыки и театра). В 1937 году окончил Таллинскую консерваторию. С того же года — профессор консерватории.
Был музыкальным критиком.
Творческую деятельность начал в 1916 году. Его работы, в основном, включают произведения для фортепиано, симфонического оркестра, органа и хора.
Автор опер «Каупо» (1932), «Древний меч» (1939) и «Оборотень» по одноименной драме А. Кицберга (неоконч.), музыки к спектаклям, вокальных, камерно-инструментальных и других музыкальных сочинений. Многие работы композитора воспевают мифологическое прошлое Эстонии.
Один из основателей и член Союза композиторов Эстонии (1940).
Похоронен на Таллиннском лесном кладбище.